# Sergei Alphéraky
Sergei Nikolaevich Alphéraky (ibland stavat Alphéraki eller Alferaki, född 14 april 1850 i Charkiv, död  1918 i Sankt Petersburg, var en rysk ornitolog och entomolog specialiserad på fjärilar (Lepidoptera).